# Династія Утпала
Династія Утпала (855 —1003 роки) — династія, що правила в Кашмірі зі столицею в Авантіпурі, яка прийшла на зміну династії Каркоти. Намагалася стримувати наступ мусульманських правителів на Пенджаб, Кабулістан і Кашмір. У 1003 році їй на зміну прийшла династія Лохара.

## Історія
Піднесення роду відносять до Утпали, що був впливовим міністром за часів династії Каркоти. Один з його нащадків одружився з представницею панівного роду. У 855 році онук Утпали — Авантіварман — повалив кашмірського володаря Утпалапіду з династії Каркота, встановивши владу власного роду.
Перші правителі Кашміра з династії Утпала спрямували свої зусилля на економічне та культурне відродження держави. Водночас посилювалася військова потуга, яку планувалося застосувати для оборони від можливих завойовників. Магараджи з роду Утпали відмовилися від активної зовнішньої політики. Будується нова столиця Авантіпур (назва на честь Авантівармана).
Відродження Кашміру призвело до намагання відновити контроль над торговельними шляхами. У 870-х роках відновлено владу на передгір'ям Тибету. У 880 році почалися тривалі війни з династією Шахі, що тривали до 910 року. Спочатку вдалося захопити Кабулістан та переходи в Гіндукуші. Надалі війна тривала з перемінним успіхом до 910 року. 
Водночас у 917—940 роках відбувалися внутрішня боротьба між представниками династії, до якої втрутилися впливові феодали, жерці та військовики. 939 року фактично династія Утпала припинила своє існування. Подальші правителі намагалися прив'язати свій родовід до Утпали для підтвердження прав на трон.
У правління магараджи Яшасакрадеви відбулося відновлення державних інституцій. Але після його смерті у 948 році династія знову поринула у внутрішню боротьбу. 
У 950 році Парвагупта за мирним договором з династією Шахі остаточно відмовився від Кабулістану і Пенджабу, після чого внаслідок постійної боротьби за трон продовжився занепад. Поступово влада опинилася у регентів або впливових міністрів, внаслідок чого вплив центрального уряду на підвладні області знизився. У 1003 році династію змінила споріднена династія Лохара.

## Економіка
Магараджами Кашміру з династії Утпала здійснено розбудову іригаційних мереж, водопостачання у міста. Завдяки цього відбулося відродження сільського господарства. Кашмір стає значним постачальником рису, овочів, фруктів, спецій. Вирощувалися також кукурудза, пшениця, ячмінь та овес. Продовжують розвиток виробництва текстилю (одягу, шовкових, бавовняних тканин, кашеміру), кераміки, обробка каміння та металів, зокрема зі срібла.

## Культура

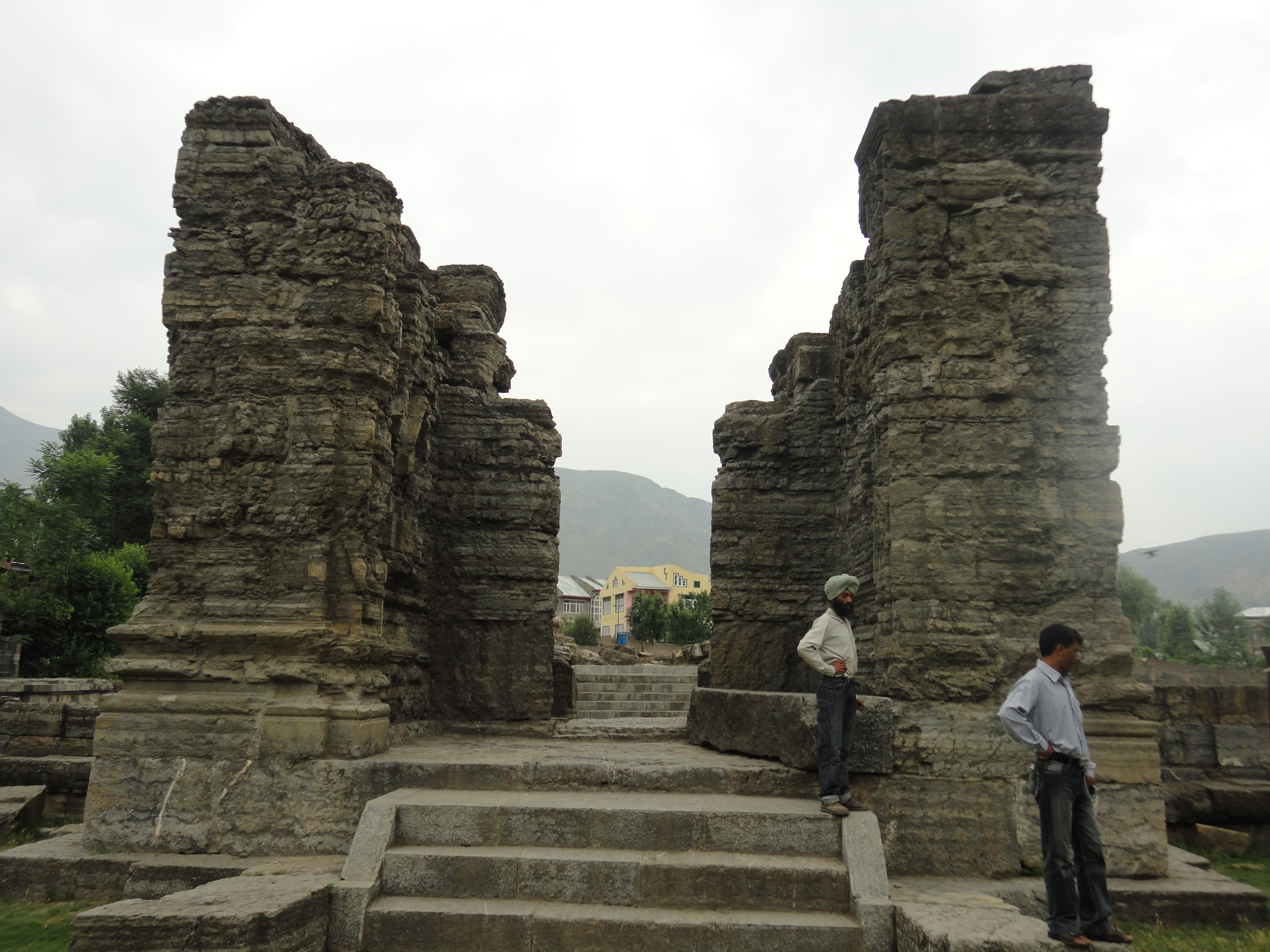
Храм Авантісвара

Протягом 855—885 років правлячий двір був місцем перебування письменників, вчених, скульпторів, художників. В містах зводилися буддистських та шиваїстські храми. Особливо значними храми авантісвамі та Авантісвара в Авантіпурі, від яких натепер залишилися руїни. У 880-ті роки почалося переслідування спочатку буддистів, які вимушені були тікати до західного Тибету, а потім брахманів. Лише у 910-х роках відновлено релігійний мир, підтверджено права буддистів та брахманів.

## Володарі
- Авантіварман (855—883)
- Шанкараварман (883—902)
- Гопалаварман (902—904)
- Сугандха (902—906)
- Самтака (904)
- Партха (906—921)
- Нірджитаварман (921—923)
- Чакраварман (933—937)
- Шураварман I (933—934)
- Унматтаванті (937—939)
- Шураварман II (939)
- Яшаскарадева (939—948)
- Самграмадева (948)
- Варната (948)
- Парвагупта (949—950)
- Кшемагупта (950—958)
- Абхіманья (958—972)
- Нандігупта (972—973)
- Трібхувана (973—975)
- Бхімагупта (975—980)
- Дідда (980—1003)